# Harlemi éjszakák
A Harlemi éjszakák (eredeti címe: Harlem Nights) 1989-es amerikai bűnügyi dramedy Eddie Murphy rendezésében. Murphy a film vezető producere és írója is. A főszerepben Murphy és Richard Pryor látható. Ők egy éjszakai klubot vezetnek az 1930-as évek Harlemjében, miközben gengszterekkel és korrupt rendőrökkel hadakoznak. A mellékszereplőket Michael Lerner, Danny Aiello, Redd Foxx (utolsó szerepében), Della Reese és Eddie Murphy testvére, Charlie alakítják. A filmet 1989. november 17-én mutatta be a Paramount Pictures.
A Harlemi éjszakák mai napig Murphy egyetlen filmrendezése. Elmondása szerint mindig is szeretett volna filmet rendezni, illetve Richard Pryorral dolgozni, akit a legnagyobb hatásának tekint. A film megosztotta a kritikusokat, de a pénztáraknál jól teljesített: 95 millió dolláros bevételt hozott a 30 millió dolláros költségvetéssel szemben. Az évek során kultikus státuszt ért el.

## Rövid történet
Az alkoholtilalom ideje alatt Sugar Ray (Pryor) és örökbefogadott fia, Quick (Murphy) a Club Sugar Ray nevű klubot üzemeltetik. Amikor Bugsy Calhoun gengszter (Lerner) megtudja, hogy Sugar Ray klubja jóval több pénzt keres a saját, Pitty Pat Club nevű létesítményénél, lefizeti a korrupt rendőrt, Phil Cantonét (Aiello), hogy vigye csődbe a Club Sugar Ray-t. Az sem segít sokat a helyzeten, hogy Quick szerelmes lesz Calhoun szeretőjébe, Dominique La Rue-ba (Jasmine Guy).

## Szereplők
- Eddie Murphy: Vernest "Quick" Brown
  - Desi Arnez Hines II: fiatal Vernest "Quick" Brown
- Richard Pryor: "Sugar" Ray
- Redd Foxx: Bennie "Snake Eyes" Wilson
- Danny Aiello: Phil Cantone
- Michael Lerner: "Bugsy" Calhoun
- Della Reese: Vera Walker
- Berlinda Tolbert: Annie
- Stan Shaw: Jack Jenkins
- Jasmine Guy: Dominique La Rue
- Vic Polizos: Richie Vento
- Lela Rochon: "Sunshine"
- David Marciano: Tony
- Arsenio Hall: Reggie
- Thomas Mikal Ford: Tommy Smalls
- Miguel A. Nunez Jr.: törött orrú férfi
- Charlie Murphy: Jimmy
- Robin Harris: Romeo

## Fogadtatás
A Rotten Tomatoes honlapján 23%-ot szerzett 35 kritika alapján, és 3.9 pontot szerzett a tízből. A Los Angeles Times kritikusa, Michael Wilmington negatív kritikával illette.